# Benjamin Huntsman
Benjamin Huntsman (4 de junio de 1704–20 de junio de 1776) fue un inventor y relojero británico, creador del acero de crisol, cuyo novedoso proceso derivó en la obtención de acero fundido más uniforme en composición y menos impurezas que antes.
Nació como tercer hijo de un granjero cuáquero en la ciudad de Epworth, Lincolnshire. Sus familiares eran alemanes. Instaló una fábrica en Sheffield el año de 1740, donde se producía acero para la manufactura de resortes para relojes.